# Parador de Cardona

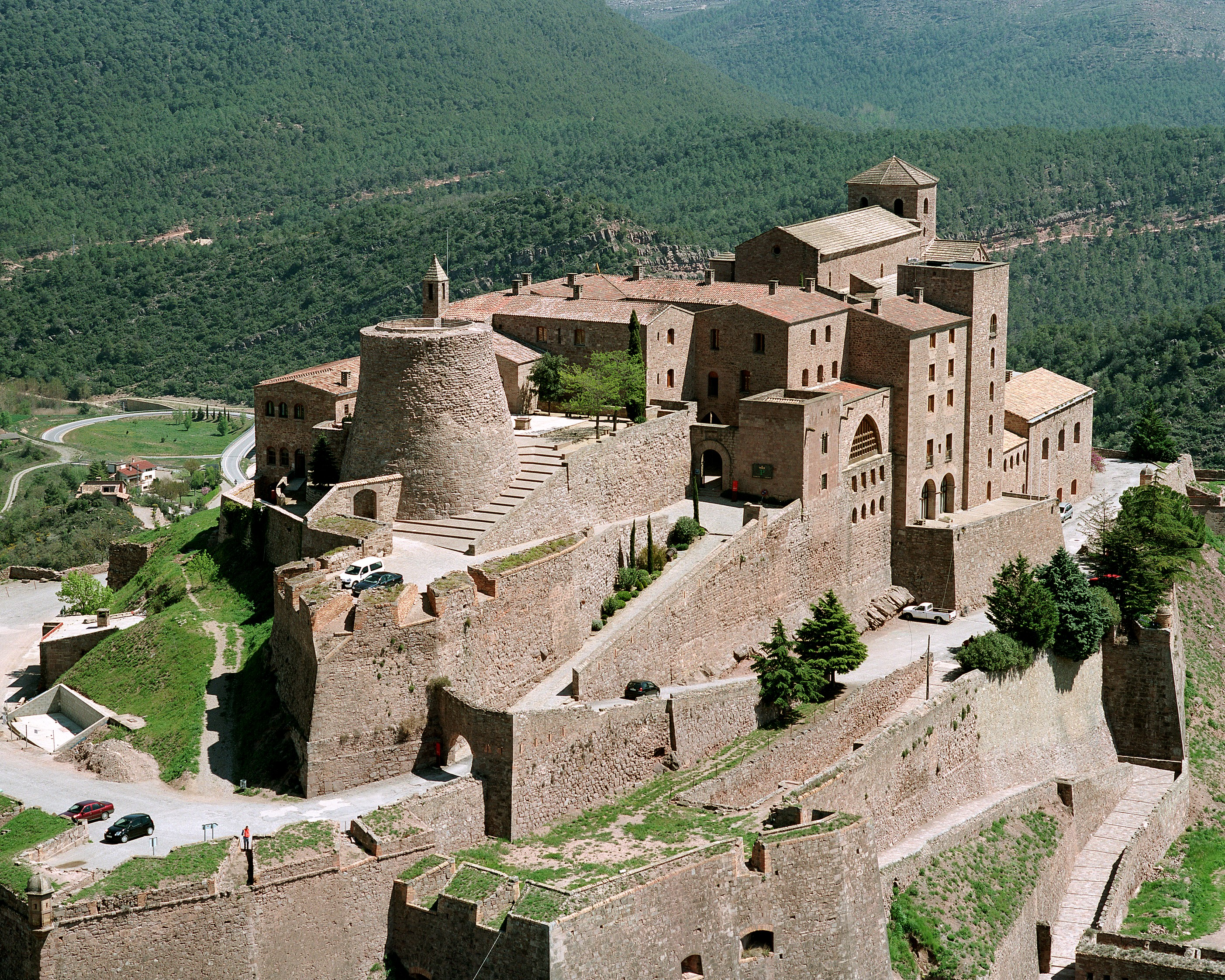
Imagen aérea del Castillo de Cardona.

El Parador de Cardona es un Parador - Museo de cuatro estrellas ubicado en la localidad de Cardona, provincia de Barcelona, es propiedad de Paradores de España.

## El edificio y su historia
Se trata de un parador inaugurado en el año 1976 dentro del recinto del Castillo de Cardona, el edificio fue construido en el año 886 por Wifredo el Velloso. De estilo románico y gótico, incluye la denominada Sala Dorada y la Sala dels Entresols. Durante el siglo XV, los duques de Cardona fueron la familia más importante de la Corona de Aragón, solo por detrás de la Casa Real. Por esto se los denominaba reyes sin corona, pues disponían de extensos dominios territoriales en Cataluña, Aragón y Valencia, y vínculos dinásticos con las casas reales de Castilla, Portugal, Sicilia y Nápoles. En 1714, después de un asedio que destruyó en buena parte las murallas del castillo, fue uno de los últimos reductos en entregarse a las tropas borbónicas de Felipe V en la guerra de sucesión española. Su joya es la torre de la Minyona (del siglo XI), de 15 metros de alto y es más de 10 metros de diámetro y la iglesia románica de San Vicente de Cardona.
El edificio fue declarado bien de interés cultural.

## Curiosidades
En su restaurante se sirven platos típicos de la gastronomía local, incluyendo no solamente la comida típica catalana, sino los platos específicos de la comarca.
Dentro del Parador de Cardona se rodó un episodio de Cuarto Milenio en el que hablan de la existencia de un fantasma que habitaba en la habitación 712.
El músico Jordi Savall ha realizado en él varias grabaciones de música antigua junto con otros prestigiosos músicos de su equipo.
Fue residencia de la familia nobiliaria más poderosa de toda la Corona de Aragón después de la familia real.
Se dice que la habitación 712 está maldita y solo se reserva por solicitud expresa.

## Leyenda
Hay una leyenda sobre este edificio en la que se cuenta que en el siglo XI el vizconde de Cardona invitó a un príncipe musulmán para evitar la conquista, este príncipe y la hija del vizconde se enamoraron, cuando el vizconde se enteró encerró a su hija en la torre actualmente conocida como Torre de la Minyona, dónde finalmente murió. Se dice que ella es el fantasma que visita la habitación 712.
Se realizan visitas teatralizadas contando la leyenda.

## Distinciones y premios
Debido a que el Castillo es la fortaleza medieval más importante y más grande de toda Cataluña, el Parador puede permitirse tener una serie de galardones y premios, uno de los más aprecidos fue concederle el premio en 2010 de uno de los 10 mejores hoteles castillos de Europa por parte de los usuarios de tripadvisor.